# Sklaven der Gaskammer
Sklaven der Gaskammer – Das Jüdische Sonderkommando in Auschwitz ist eine Dokumentation des deutsch-australischen Fernsehjournalisten, Regisseurs, Reporters und Buchautors Eric Friedler. Sie wurde erstmals  in der ARD am 24. Januar 2001, 23:30 Uhr, gezeigt. Der Film berichtet über das Treffen Fiedlers mit zwei Leidensgefährten des Häftlings-Sonderkommando des NS-Vernichtungslagers Auschwitz-Birkenau  Jahrzehnte nach den Ereignissen: Shlomo Venezia (1923–2012) und Henryk Mandelbaum (1922–2008). Sie berichten dem Interviewer vom Schlussakt der Judenvernichtung (Shoah, Holocaust) in den Vernichtungslagern der deutschen Besatzer in Polen: Angehörige der Lager-SS zwangen einige der Opfer an der „Spurenbeseitigung“ der Massenmorde unter grausamen Lebensbedingungen teilzunehmen. Sie mussten die Leichen aus den Gaskammern in das Krematorium oder in die Verbrennungsgruben tragen. Davor mussten die Leichname jedoch nach in den Körperöffnungen versteckten Wertsachen untersucht und Zahngold aus den Kieferknochen gezogen oder herausgebrochen werden.
Nach ihrer Befreiung bezeugten einige dieser ehemaligen Häftlinge das Geschehen zunächst vor Untersuchungskommissionen der Alliierten oder in Gerichtsverfahren. Ansonsten schwiegen die meisten dieser Opfer jedoch jahrzehntelang – auch innerhalb ihrer Familien – über die erlebten Ereignisse.

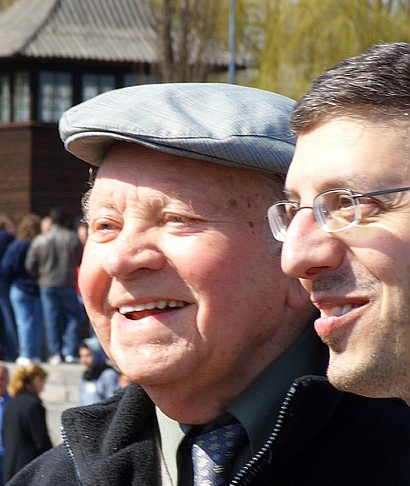
Henryk Mandelbaum (links)

Weniger als fünf Prozent dieser „Sonderkommando“-Häftlinge haben den Krieg und das Todeslager Auschwitz im Chaos der letzten Kriegstage überlebt. Nach dem Willen der SS-Führung hätten ihre Berichte aus dem geheimen Bereich der Judenvernichtung nie bekannt werden sollen. Die KZ-Führung wollte Zeugen ihres Massenmordes beseitigen, indem sie die Angehörigen des jeweiligen „Sonderkommandos“ nach einigen Monaten erschossen und durch neu ins Lager gekommene Häftlinge „ersetzten“. Im Mai 1944, als über 350.000 vorwiegend ungarische Juden im Konzentrationslager Auschwitz-Birkenau ermordet wurden, gehörten 874 Häftlinge zu den Sonderkommandos. Ende Oktober 1944 waren es dann nur noch circa 100 Mann.
In der Dokumentation wird auch von dem Aufstand des Sonderkommandos gegen die SS-Wachmannschaft berichtet.